# 皮德里亞斯涅
49°52′25″N 23°53′4″E / 49.87361°N 23.88444°E
皮德里亞斯涅（烏克蘭語：Підрясне），是烏克蘭的村落，位於該國西部利沃夫州，由亞沃里夫區負責管轄，始建於1490年，面積2.92平方公里，海拔高度296米，人口342，人口密度每平方公里117.12人。